# Zombory Gedő
Árvai Zombory Gedő (Marosvásárhely, 1836. március 31. – Szerencs, 1913. szeptember 17.) református lelkész,  író, tanár.

## Élete
Atyja, Mihály jelentős szerepet játszott a szabadságharcban, aminek következtében anyagilag tönkrement és súlyos fogságot is szenvedett. Tanulmányait Marosvásárhelyen és Székelyudvarhelyen elvégezvén, atyja elítélése után lelkes hazafiak támogatásával a kolozsvári református papnevelőben tanult. 1856-ban Nagyenyedre ment a református főiskolába történelmet tanítani, majd papi vizsgálatait letevén, külföldre ment és megfordult a marburgi, giesseni, baseli és genfi egyetemeken. Járt Londonban, Párizsban, Brüsszelben és Hollandiában, ahol kikutatta a feledésbe merült egyetemi alapítványokat. Hazatérvén, a lapokba dolgozott, majd Szalay Lászlónak ajánlatára, akinek leányát számtanra tanította, 1861-ben a szatmári református főgimnáziumba hívták meg a számtan és a természettudományok tanárának. Itt Ábray Károly tanártársával együtt szerkesztette a Tárogató című lapot, majd Ábray távoztával a Szatmári Közlönyt és megalapította a Kölcsey Társaságot. 1861-ben Megyaszóra ment papnak és ettől kezdve csak híveinek és az irodalomnak élt. Neje: Laczkai Korocz Emma (1849 – Mezőcsát, 1932.), akivel 1871. március 1-én házasodott össze.  Gyermekei: Zoltán (Megyaszó, 1872. szeptember 1 – Miskolc, 1939. december 2.), Mária (Megyaszó, 1875. augusztus 30 – Megyaszó, 1875. október 23.[forrás?]), Andor (Megyaszó, 1877. szeptember 26 – Megyaszó, 1970. március 5.[forrás?]), Géza (Megyaszó, 1879. szeptember 30 – ) és Gyula (Megyaszó, 1886. november 7 – ).

## Írásai
Cikkei és kisebb dolgozatai: Girókúti Képes Naptár (1860. Két próba, tört. beszély). Orsz. Nagy Képes Naptár (1861. London és népe). Sárospataki füzetek ( 1862. Kant élete, szokásai, tanári pályája és környezete. Jakobi Frigyes Henrik. 1863. Vázlatok az újabbkori bölcsészek életéből. 1866. Julián római császár. 1867. Mutatványok A ker. egyház multja cz. egyháztörténelemből). 1868. Kísérletek a vallásbölcselemből.) Hölgyfutár (1861. 88. Hágától Rotterdámig. 1864. Tört. beszély.) Pesti Napló (1862. 170. Tárogató ellen, a Pap Zsigmond ellen irt czikkre). Ország Tükre (1865. 26. Szatmár-Németi). Hon (1863. 132. Szatmári a Kölcsey-ünnepélyen előadott költeménye). Prot. Szemle (1870. Végszavai a szentháromság kérdésében). Képes Csal. Lapok (1880. Emlékeimből: Szemere Bertalannál. Gr. Teleki László nálam. 1885. Földünk történetéből). Adatok Zemplénvármegye történetéhez. 1896. I. (Zemplén vármegyei kihalt főúri családok.) Ezeken kívül számos dolgozata jelent meg más fővárosi és vidéki lapokban, főleg a Tárogatóban s a Szatmári Közlönyben.

## Munkái
- Úti rajzok (két kötet). Kolozsvár, 1861-62
- Fény és árny (történeti beszélyek, két kötet). Pest, 1862
- Magyar- és Erdélyország s ezzel kapcsolatban az ausztriai tartományok földleírása. Debreczen, 1863
- Fichte János Tófor élete és munkássága. Sárospatak, 1863
- A heidelbergi káté értelmezése. Kolozsvár, 1864
- A keresztyén egyház multja. Egyháztörténelem. Sárospatak, 1867
- Korszerű egyházi beszédek (2 füzet). Miskolcz, 1869-1870
- Egyházi beszédek. I. füzet. Budapest, 1881